# Дом Поляка
Дом По́ляка (гостиница «Купеческая») — историческое здание второй половины XIX века в Минске, памятник архитектуры (номер 711Е000001). Расположен по адресу: Революционная улица, дом 28.

## История
Дом построен в 1870-е годы на месте деревянных построек, уничтоженных пожаром в 1874 году. Новый дом, в свою очередь, был сильно повреждён большим городским пожаром 1881 года. После пожара владелец, мещанин Абрам Поляк, перестроил дом. В 1891 году владельцем стал Израиль Ляховский, он построил на дворовой территории новый каменный флигель. Новая владелица, Идалия Вовк, в 1892 году возвела новые каменные служебные постройки. С 1906 года домом владела дворянка Амелия Ельская. По состоянию на 1910 год, в доме размещалась гостиница «Купеческая» на 10 номеров, кроме того, было несколько жилых квартир. После 1920 года дом был национализирован и переоборудован под квартиры. В годы Великой Отечественной войны дом не пострадал. За время послевоенных ремонтов дом частично утратил декор фасада, балкон, была заложена арка. До конца XX века дом оставался жилым.

## Архитектура
Двухэтажное кирпичное здание, расширенное в глубину квартала, накрыто вальмовой крышей. Этажи разделены карнизом, профилированный карниз проходит под крышей. На втором этаже лучковые окна по центру здания, ранее выходившие к балкону, обрамлены тонкими пилястрами. Прямоугольные окна второго этажа украшают прямые сандрики и профилированные наличники.